# Maria Zenowicz

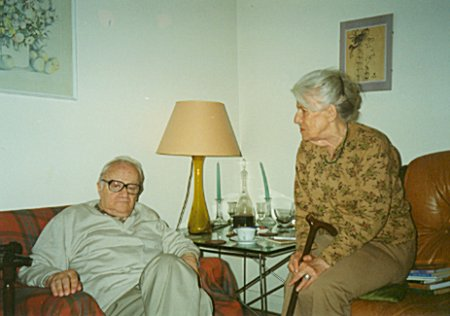
Kazimierz Brandys i Maria Zenowicz-Brandys (1998)

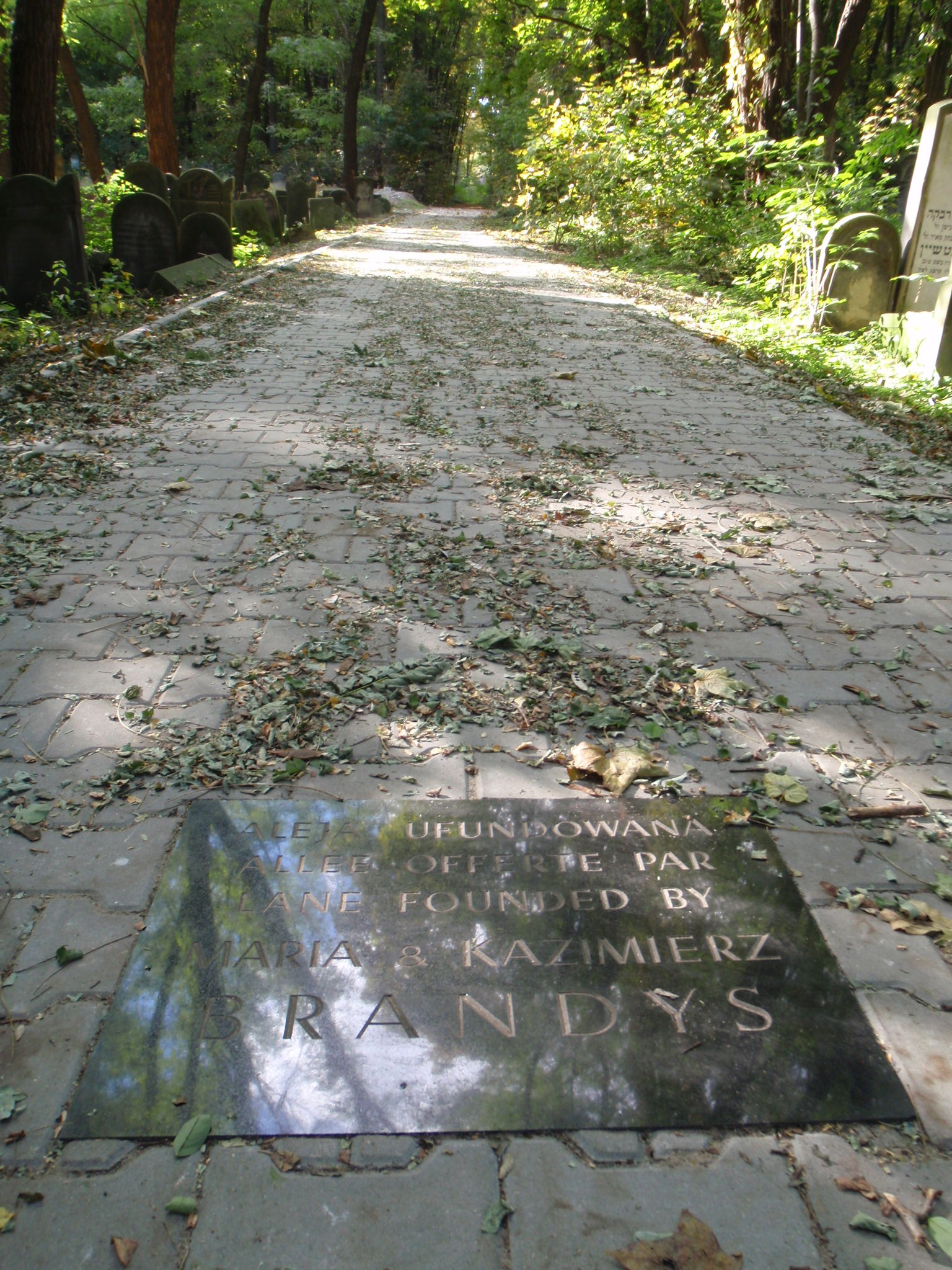
Alejka na cmentarzu żydowskim w Warszawie ufundowana przez Kazimierza i Marię Brandysów

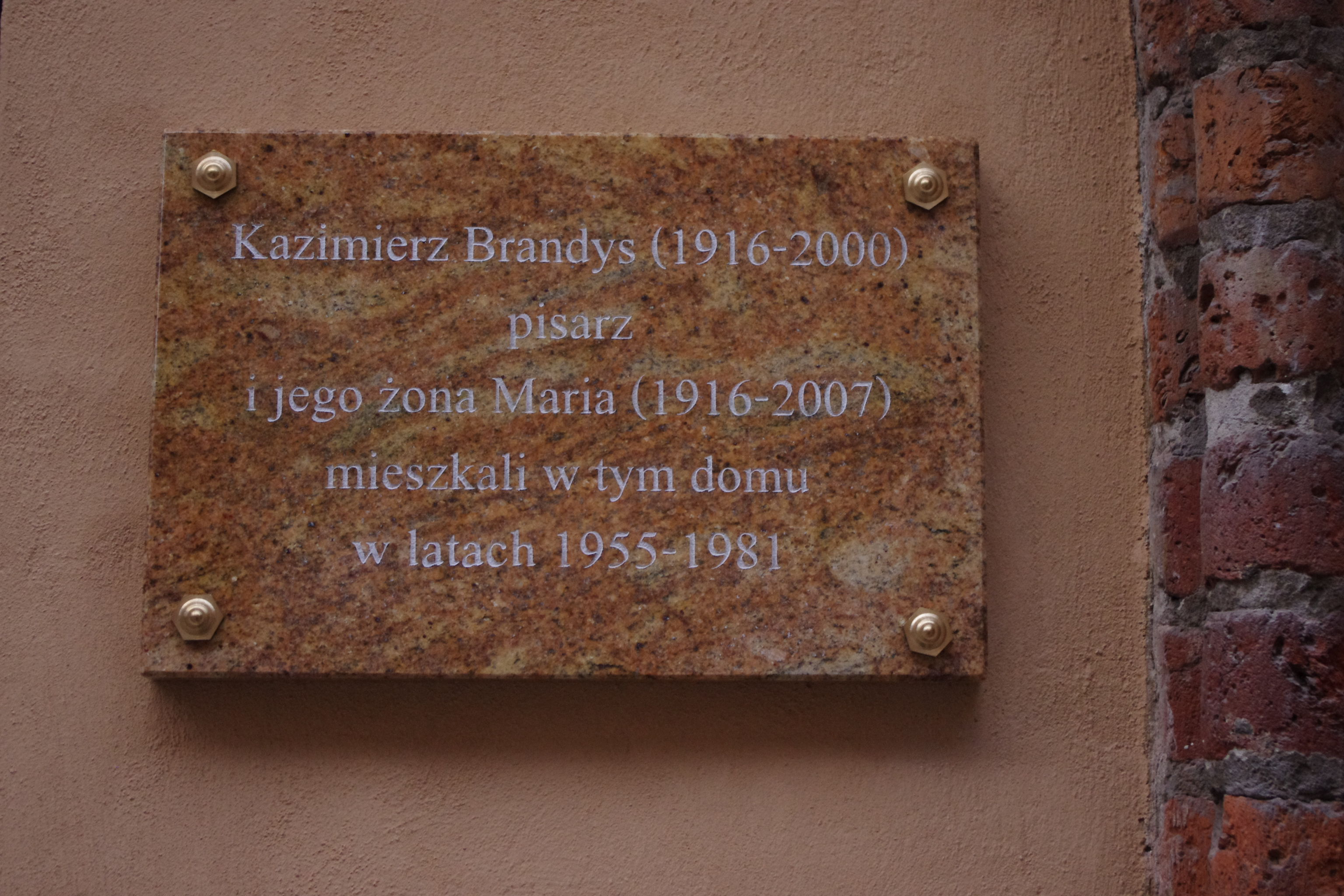
Tablica upamiętniająca Kazimierza i Marię Brandysów na ul. Nowomiejskiej 5 w Warszawie, odsłonięta 9 listopada 2012 r.

Maria Zenowicz-Brandys (ur. w 1916 w Warszawie, zm. 12 marca 2007 w Paryżu) – polska historyk sztuki, tłumaczka literatury pięknej, na język polski przełożyła m.in. powieść Obcy Alberta Camusa.
Była żoną pisarza Kazimierza Brandysa. Od 1982 mieszkała w Paryżu. 
Prochy Marii Brandysowej zostały rozsypane na cmentarzu Père-Lachaise.

## Tłumaczenia
- Alain Robbe-Grillet, Żaluzja (seria "Nike"; Czytelnik 1975)
- Octave Mirbeau, Dziennik panny służącej (Czytelnik 1977)
- Albert Camus, Obcy (wyd. III: PIW 1985, ISBN 83-06-01140-6; 1995, ISBN 83-06-02437-0; Zielona Sowa 2003, ISBN 83-7389-347-4)
- Albert Camus, Obcy, Upadek (wespół z Joanną Guze; Krąg 1991, ISBN 83-85199-11-X)
- Albert Camus, Obcy, Dżuma, Upadek (wespół z Joanną Guze; seria: "Najsławniejsze Powieści Świata"; Verum 1993, ISBN 83-85921-01-X)
- Albert Camus, Cztery powieści (wespół z Joanną Guze; posłowie Ewa Bieńkowska; Świat Książki 2000, ISBN 83-7227-548-3; 2006, ISBN 83-247-0254-7)